# Šikići
Šikići (tal. Sichici) je prigradsko naselje u Puli koje administrativno pripada mjesnom odboru Busoler.
Šikiće sa sjevera ograničuje Monte Turko, s istoka Turtijan, s juga Valdebek, a sa zapada Škatari.
Kroz središte naselja prolazi Ližnjanska cesta koja spaja Pulu s Ližnjanom. Kuće su smještene uglavnom uz prometnicu. Stanovništvo se bavi uglavnom poljoprivredom obrađujući okolna plodna polja.
Jugoistočno od Šikića nalazi se vjerojatno najveća pulska utvrda, Fort Turtian. Ugrađen u obližnje brdo činio je uz ostale utvrde obrambeni prsten oko pulske luke koju su Austrijanci od polovice 19. stoljeća učinili svojom glavnom ratnom lukom.